# 長戸雅子
長戸 雅子（ながと まさこ、1965年 - ）は、日本のジャーナリスト。産経新聞東京本社論説副委員長。

## 来歴
1988年（昭和63年）立教大学文学部卒業後、4月産経新聞社入社。社会部、文化部を経て2004年（平成16年）から5年間、特派員として米国ニューヨーク支局に。2008年大統領選挙でバラク・オバマなど取材。
その後東京本社外信部次長、同部長を経て、2016年10月、大阪本社総合編集部長兼論説委員に。2017年（平成29年）10月、編集局次長兼政治国際部長兼論説委員に。2023年 (令和5年) 4月、東京本社論説副委員長。

## 人物
外信部長在任中の2014年、部下にあたるソウル支局長の加藤達也が「朴槿恵韓国大統領の空白の7時間」（299人が死亡したセウォル号沈没事故の当日7時間も大統領が行方不明）に関する報道により、韓国当局に在宅起訴され出国禁止処分となった（産経新聞ソウル支局長名誉毀損起訴事件）。長戸は、報道に対する韓国政府からの数多くの圧力の実例として、加藤が起訴された際には自身もソウル出張時、監視・尾行・盗聴・傍受され、宿泊先ホテルの鍵まで壊されたと述べた。加えて、韓国ではメディアも「事実ではなく『あるべき姿』」を重要視しているため、報道の自由の面でも民主主義の面でも不完全で危うい国だ、と批判している。一連の言論の自由の危機について、国際社会、特に国連へ訴えたが、韓国出身の国連事務総長潘基文は何もせず、日本でも西日本新聞を除いてメディアは動かず、人権を声高に唱える日弁連に連絡したが現在まで“沈黙”されたままだ、と語っている。
外信記者になった理由について、幼少期から国際ニュースを好み、国際的イメージのある大学に入学。「国際法」に興味を持ち「RISA（立教国際学生会）」の活動に参加し、国際情勢を女性の視点に加え人権や差別など法律面からも考えているという。死刑制度についても遺族や犯罪被害者の視点も重要視し、日本だけでなく、例えばドイツで公訴参加制度や被害者のための施策についても取材している
2014年、法務省の「法教育推進協議会」委員となり、法・教育の両学界や法曹・司法・教育の関係者による法と教育学会では理事も務めている。
2022年現在、最高裁判所情報公開・個人情報保護審査委員会委員を務めている。

## 著書

### 共著
- 『食の政治学』 - 産経新聞出版(2005年)
- 『やばいぞ日本』 - 扶桑社(2008年)

## 出演番組

### テレビ
- 報道ランナー（関西テレビ）

### ラジオ
- 高嶋ひでたけのあさラジ!（ニッポン放送）